# Светски самит 2005.
Светски самит 2005, одржан од 14. до 16. септембра 2005, представљао је наставак договора започетих на Миленијумском самиту Уједињених нација одржаног 2000. године, који је довео до потписивања Миленијумске декларације у вези Миленијумских циљева развоја. Представници 191 земље чланице (укључујући многе лидере земаља) су се састали у Њујорку за шта су Уједињене нације описале као „животна прилика за доношење смелијих одлука у областима развоја, безбедности, људских права и реформе Уједињених нација“. 
Догађај је објављен као „највећи скуп светских лидера у историји“, на коме су се пијавили бројни шефови држава и влада. Већина присутних се обратила Генералној скупштини, и одржала говоре који приказују претходне успехе УН и будуће изазове. Свих 191 земља чланица је одржала говор у одређеној форми - ако шеф државе или владе није био присутан, обично га је мењао министар спољних послова, потпредседник, или заменик премијера. Састанак је отворио премијер Шведске, Горан Персон.
Преговори који су почели још пре почетка самита су прекинути с појавом новог амбасадора САД при УН Џона Болтона почетком августа, именованог од стране председника САД Џорџа Буша. Место је било упражњено још од јануара, чије су дужности за то време обављали професионалне дипломате САД. Болтон је убрзо потом поднео списак нових захтева (укључујући и некоришћење речи „Миленијумски циљеви развоја“), који данима пре самита још нису били утврђени. Неки посматрачи сматрају да је уочи самита САД заузеле умеренији став него што је очекивано, делом због излива међународне подршке Сједињеним Државама после урагана Катрина.
Поред расправе око Миленијумских циљева развоја, као и понављања обавезаности света на њиховом испуњавању, део самита је посвећен и могућој реформи Уједињених нација; већи део ових преговора је међутим одложен за неко друго време. Изузетак је подршка за програм „Одговорност за безбедност“, формулација „права на хуманитарну интервенцију“ развијеног од стране Ун комисије  и предложене од стране Кофија Анана као део његовог реформског пакера У већој слободи . „Право на заштиту“ даје међународној заједници право да интервенише у случају да „националне владе очито не успевају да заштите сопствено становништво од геноцида, ратних злочина, етничког чишћења и злочина против човечности“. постојала је на самиту и јака подршка да се именује нови Савет за људска права.
Током самита, конвенција Уједињених нација против корупције је добила своју 30. ратификацију, и као резултат тога ступа на снагу у децембру 2005.
Уводно заседање Клинтонове глобалне иницијативе је одржано у Њујорку како би се поклопило са Светским самитом, и привукло је многе светске лидере.